# Rodeo Beach
Pour les articles homonymes, voir Rodeo (homonymie).
Rodeo Beach est une plage située dans le Golden Gate National Recreation Area dans le comté de Marin en Californie, à environ deux kilomètres au nord du Golden Gate. La plage est caractérisée par un éperon d'environ 50 mètres de largeur à l'embouchure appelée Rodeo Lagoon. La plupart du temps, le lagon est coupé de l'océan.